# Gouvernement Lamrani I
Monarchie constitutionnelle
Gouvernement Benhima/Laraki Lamrani II
Le Gouvernement Lamrani I est le douzième gouvernement du Maroc depuis son indépendance en 1956. Formé le 6 août 1971, il a pris fin le 12 avril 1972.

## Composition
| Portefeuille | Ministre                |
| --- | ----------------------- |
| Premier ministre | Mohammed Karim Lamrani  |
| Ministre de la Justice, secrétaire général du Gouvernement                                                           | M’hamed Bahnini         |
| Ministre de la Défense nationale                                                                                     | Mohamed Oufkir          |
| Ministre de l’Intérieur                                                                                              | Ahmed Benbouchta        |
| Ministre des Affaires étrangères                                                                                     | Abdellatif Filali       |
| Ministre de la Culture, de l’Enseignement supérieur, secondaire et originel et de la Formation des cadres            | Ahmed Laski             |
| Ministre des Habous et des Affaires islamiques                                                                       | Ahmed Bargache          |
| Ministre de l’Enseignement primaire                                                                                  | Mohamed Haddou Chiguer  |
| Ministre des PTT | Driss Benomar Alami     |
| Ministre des Affaires administratives                                                                                | Ahmed Majid Benjelloun  |
| Ministre de l’Agriculture et de la Réforme agraire                                                                   | Maâti Jorio             |
| Ministre des Travaux publics et des Communications                                                                   | Mohamed Bernoussi       |
| Ministre de la Santé publique                                                                                        | Abdelmajid Belmahi      |
| Ministre du Travail, des Affaires sociales et de la Jeunesse et des Sports                                           | Mohamed Arsalane Jadidi |
| Ministre de l’Information                                                                                            | Abdelkader Sahraoui     |
| Sous-secrétaire d’État à la Culture, à l’Enseignement supérieur, secondaire et originel et à la Formation des cadres | Mohamed Ben Ali Chafiq  |
| Sous-secrétaire d’État aux Finances                                                                                  | Mohammed El Mdaghri     |
| Sous-secrétaire d’État au Commerce, à l’Industrie, aux Mines et à la Marine marchande                                | Abdelaziz Benjelloun    |
| Sous-secrétaire d’État au Tourisme                                                                                   | Abdelkamel Reghaye      |